# Iarinlim III
Iarinlim III ou Iarim-Lim III (Yarim-Lim III; r. ca. meados do século XVII a.C. - 1 625 a.C. - cronologia média) foi o rei de Iamade (Halabe) em sucessão de Hamurabi II.

## Vida
Iarinlim II foi possivelmente filho do rei Niquemiepu ou Ircabtum. Quando ascendeu ao trono, Iamade estava passando por um período de desintegração interna combinada à crescente ameaça externa representada pela ascensão dos hititas na Anatólia.

### Primeiros anos e assuntos internos
Iarinlim lutou com sucesso contra o Reino de Catna nos primeiros anos de seu reinado, mas a fraqueza de Iamade estava clara, pois Amitacum de Alalaque declarou-se rei, apesar de continuar reconhecendo Iarinlim como seu suserano; Amitacum nomeou seu filho Hamurabi como herdeiro em seu reino na presença de Iarinlim, que declarou-o servo do grande rei de Iamade, porém o monarca iamadita foi um ator passivo na nomeação do herdeiro de Alalaque.

### Guerra com os hititas

Iamade e seus vizinhos Catna e Babilônia em ca.. Os territórios atacados pelos hititas no tempo de Iarinlim III estão situados a noroeste do reino

O rei hitita Hatusil I explorou a proclamação de suserania de Alalaque e a dissensão interna causada em Iamade e atacou Alalaque no segundo ano de suas campanhas sírias (ca. 1 650 a.C.). Iarinlim não enviou tropas para auxiliar Alalaque e a cidade foi conquistada e destruída, cortando a rota marítima de Halabe (atual Alepo). Hatusil então atacou Ursu, que também foi destruída; nesta ocasião, contudo, Iarinlim e Carquemis enviaram, mas em vão, tropas para auxiliar a cidade. Em resposta, os hurritas, apoiados por Iarinlim, atacaram os territórios recém-conquistados de Hatusil enquanto ele estava realizando campanha contra Arzaua. Hatusil retornou em sua segunda campanha e desta vez confrontou Iamade diretamente.
No sexto ano de suas campanhas sírias, Hatusil dirigiu-se a Hassua (Hassum). Iarinlim enviou um exército sob comando dos generais Zucrassi, que liderou as tropas pesadas, e Zaludis, que liderou as tropas Manda, para confrontá-lo; o exército consistia em aproximadas 100 carros de guerras e milhares de infantes. Os exércitos se enfrentaram próximo do monte Atalur (situado ao norte de Alepo não muito longe de Nur, pode ser identificado com as montanhas Curde). Hatusil saiu vitorioso, destruiu Hassua e moveu-se para destruir outros aliados hurritas de Iamade como Zipasna e Haum. Dali, cruzou o Eufrates e comparou-se com Sargão da Acádia antes de retornar para sua capital Hatusa.

### Morte e sucessão
A data da morte de Iarinlim é desconhecida. Ele foi sucedido por Hamurabi III, seu possível filho ou primo, em algum momento antes do ataque direto de Hatusil contra a cidade de Halabe que terminou na derrota dele. É provável que também tenha sido pai de Sarrael, o indivíduo que restauraria Iamade no começo do século XVI a.C. após o assassinato do rei hitita Mursil I.